# Porto Editora
Porto Editora es una de las editoriales más destacadas de Portugal.La empresa fue creada en Oporto el 2 de mayo de 1944 por Vasco Teixeira, pedagogo y profesor universitario, junto con otros docentes, como proyecto editorial de libros escolares y diccionarios de calidad.
Además de los diccionarios y manuales escolares, Porto Editora también ha editado otros productos, incluidos juegos y multimedia relacionados con la educación y la enseñanza a través de internet como Escola Virtual, Infopédia, Educare, Sítio dos Miúdos, Edusurfa, Netprof  y la librería on-line Wook.pt.

## Expansión
En 2002, adquirió Areal Editores y Lisboa Editora, dos de sus principales competidoras. Hasta ese momento, no se produjo ninguna fusión entre las tres empresas, por lo que estas continuaban publicando con sus propias marcas. Más adelante, Porto Editora amplió su catálogo en el área de la literatura, creando una división editorial literaria en Oporto y otra en Lisboa, publicando respectivamente bajo los sellos de "Ideias de Ler" y "Albatroz". A principios de 2010, adquirió Sextante Editora para ayudar en su expansión en el ámbito literario.
En 2010, adquirió el grupo Bertrand, no solo para aumentar su cuota de mercado en el sector de los libros de literatura, sino también para expandir la pequeña cadena de tiendas del grupo y, junto con Wook, para controlar las ventas en línea de libros en Portugal. Este grupo incluye las ediciones Bertrand, Quetzal, Pergamino, Temas y Debates, Arte Plural, Contrapunto, GestãoPlus y 17/11. También forman parte del Círculo de Lectores y las cadenas de distribución y librerías de los mismos.
En enero de 2015, el Grupo Porto Editora anunció la adquisición de la marca y catálogo del sello de Livros do Brasil, tras un año de colaboración en las áreas de publicación y distribución entre las dos editoriales.
El grupo también invierte en Angola y Mozambique, con las marcas Plural Editores Angola y Plural Editores Moçambique.

## Polémica
En 2019, Porto Editora publicó un libro de texto de Filosofía, de décimo curso, en una de cuyas unidades se ponía un ejemplo de silogismo que abordaba un tema taurino en los siguientes términos: «La tortura a los animales es injusta. Las corridas de toros torturan a los animales. Por lo tanto, las corridas son injustas». Esta edición generó una gran polémica entre los aficionados a la tauromaquia, polémica difundida fundamentalmente a través de las redes sociales, lo que obligó a la editorial a emitir un comunicado en el que aclaraba la situación. Porto Editora, en su declaración, argumentó que el texto se había sacado de contexto, ya que se trataba simplemente de un ejemplo didáctico sin ser un  juicio de valor.
Desde 2019, el control del grupo residía, directa o indirectamente, en la familia Teixeira.